# Plangia karschi
Plangia karschi är en insektsart som beskrevs av Lucien Chopard 1954. Plangia karschi ingår i släktet Plangia och familjen vårtbitare. Inga underarter finns listade i Catalogue of Life.